# La fille du régiment
La fille du régiment (A Filha do Regimento) é uma ópera cômica em dois atos de Gaetano Donizetti. Escrita enquanto o compositor estava vivendo em Paris, o libretto em francês é da autoria de Georges Henri Vernoy de Saint-Georges e Jean-François Bayard. Uma versão ligeiramente diferente em italiano (tradução de Callisto Bassi) foi adaptada para o gosto do público italiano.

## Histórico de apresentações

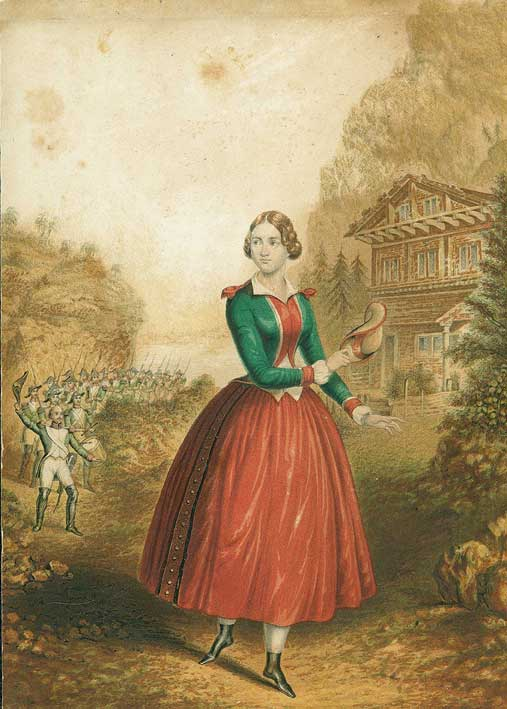
Jenny Lind em La Fille du regiment, cobre pontilhado, século XIX Tamanho da folha 14,7 x 10,5 cm.

La fille du régiment foi apresentada pela primeira vez em 11 de fevereiro de 1840, no Opéra-Comique, Paris, depois no La Scala, Milão, em 30 de outubro do mesmo ano. Foi apresentada em inglês no Teatro Surrey, em Londres, em 21 de dezembro de 1847, e foi reapresentada na mesma temporada em italiano com Jenny Lind. Nova Orleans assistiu a primeira performance na América, em 7 de março de 1843. Era frequentemente representada em Nova Iorque, o papel de Marie sendo o favorito, junto de Jenny Lind, Henriette Sontag, Pauline Lucca e Adelina Patti. Houve apresentação no Metropolitan Opera House com participação de Marcella Sembrich e Charles Gilibert (Sulpice) em 1902-1903. Também no Manhattan Opera House em 1909 com Luisa Tetrazzini, John McCormack e Charles Gilibert, e novamente com Frieda Hempel e Antonio Scotti nos mesmos papéis do Metropolitan em 17 de dezembro de 1917.

## Personagens
| Personagem                                                        | Tipo de voz       | Elenco da estreia, 11 de fevereiro de 1840 (Condutor: Gaetano Donizetti) |
| ----------------------------------------------------------------- | ----------------- | ------------------------------------------------------------------------ |
| Marie, uma vivandière(A)                                          | soprano           | Giulietta Borghese                                                       |
| Tonio, um jovem tirolês                                           | tenor             | Mécène Marié de l'Isle                                                   |
| Sargento Sulpice                                                  | baixo             | Henry Deshaynes ("Henri")                                                |
| A Marquesa de Birkenfeld                                          | contralto         | Marie-Julie Halligner ("Boulanger")                                      |
| Hortensius                                                        | baixo             | D. Delaunay-Ricquier                                                     |
| Um cabo                                                           | baixo             | Georges-Marie-Vincent Palianti                                           |
| Um camponês                                                       | tenor             | Henry Blanchard                                                          |
| A Duquesa de Krakenthorp                                          | personagem falado | Marguerite Blanchard                                                     |
| Um notário                                                        | personagem falado | Léon                                                                     |
| Soldados franceses, povo tirolês, serventes domésticos da Duquesa |                   |                                                                          |